# Saponara
Saponara (Sapunara in siciliano) è un comune italiano di 3 639 abitanti della città metropolitana di Messina in Sicilia.

## Geografia fisica
Saponara prende il nome dalla pianta di Saponaria officinalis, un tempo molto diffusa nel territorio saponarese in grado di produrre schiuma a base detergente. Si sviluppa anche sulle pendici del versante settentrionale dei Monti Peloritani, alla confluenza del torrente Cardà con il torrente Perarella, i quali formano il torrente di "Saponara".

## Storia
Saponara ha origini molto antiche, ed è difficile stabilire con precisione quale sia il periodo in cui fu fondata. L'opinione più sostenuta è quella che Saponara sia stata fondata nel Medioevo, intorno all'anno Mille. La presenza del “castello” sulla collina che sovrasta il paese, alta 321 m, fa pensare ad una struttura bizantina in grado di intercettare dall'alto tutti gli spostamenti degli arabi invasori. Dal XII secolo Saponara raggiunse un certo numero di ettari di terreno e insieme al “castello” e al “Casale”, riuscì a diventare un feudo, con a capo Matteo Palizzi, il quale morirà nel 1353 in una sommossa popolare, per i suoi errori politici. A Matteo Palizzi successe, nella seconda metà del 1300, Enrico Rosso, un conte messinese. Successivamente ad Enrico Rosso, il feudo passò nelle mani di Filippo Marino, poi di Guglielmo Raimondo Montecano e Nicolò Castagna. Quest'ultimo morì senza lasciare figli, perciò il feudo passò alle famiglie La Grua Ventimiglia e Pollicino.

### L'avvento dei Moncada
Per motivi sconosciuti, Gaspare La Grua Pollicino vendette il feudo a Tommaso Mirulla, il quale dopo vicende giudiziarie lo cedette a Girolamo Moncada. I Moncada erano una potente famiglia spagnola, sotto il dominio di Carlo V d'Asburgo, e possedevano molti feudi in tutta la Sicilia. Durante il loro periodo di governo Saponara andò incontro ad un importante incremento demografico e nel tardo '500 venne costruita la chiesa dedicata a santa Caterina d'Alessandria (oggi dedicata all'Immacolata) con l'annesso monastero dei Minori Conventuali, il palazzo baronale e alcune fontane pubbliche. Nel 1660, Pietro Moncada venne espropriato dal feudo che passò a Domenico Di Giovanni e successivamente a Vincenzo Di Giovanni, il quale diventerà duca, quando nel 1684 Saponara divenne un ducato. Iniziò così la dinastia dei Di Giovanni, principi di Trecastagni.

### Gli Alliata
Nel 1733 Vittoria Di Giovanni Pagano si sposò con il principe Domenico Alliata dando così inizio alla dinastia degli Alliata, che durerà sino al 1812 quando con la Costituzione borbonica saranno aboliti i privilegi feudali. Essi operarono moltissimo nella metà del '700 per migliorare Saponara e in generale era conosciuta la loro generosità nei confronti della popolazione. Si ricorda che la principessa Vittoria fornì cibo alla città di Messina, quando nel 1763 fu colpita da una tremenda carestia. Nel 1772 ci fu un violento terremoto ed i due coniugi prestarono soccorso alla popolazione costruendo chiese e monasteri per i poveri tra le quali la chiesa di San Pietro nell'omonima frazione di Saponara. Nel 1743 Messina fu colpita dalla peste e i principi rifugiatisi nel paese, costruirono un cordone sanitario mediante palizzate e con il controllo delle guardie impedirono che il morbo raggiungesse Saponara. Domenico Alliata morì a 62 anni, nel novembre del 1774, ma la vedova Vittoria continuò a vivere a Saponara e a Messina, fino al 1783, quando Messina fu colpita nuovamente da un terremoto, che distrusse il palazzo della principessa Vittoria, che si salvò per miracolo. Decise allora di trasferirsi a Palermo dove morì nel 1788.

### L'Ottocento
Nel 1812 la Costituzione borbonica abolì il feudalesimo in Sicilia, sotto la spinta dei sentimenti della Rivoluzione francese che si erano diffusi in tutta Europa repentinamente; il re borbonico Ferdinando I delle Due Sicilie, modificò dunque la suddivisione amministrativa della Sicilia: essa venne suddivisa in sette "Valli" e nel 1824 Saponara divenne un comune con a capo un Sindaco. A tale evento importante si aggiunse il processo di unificazione dell'Italia nella seconda metà dell'Ottocento con la celebre Spedizione dei Mille guidata da Giuseppe Garibaldi, durante la quale, i saponaresi, con il plebisicito del 1860 votarono positivamente all'annessione al Regno d'Italia. Nel 1864, un'alluvione e la piena del torrente crearono gravi danni al nucleo abitativo e soltanto attraverso opere come argini si riuscì a fermare la violenza degli straripamenti.

### Il novecento, la fusione e la ricostituzione
Il terremoto del 1908 che colpì gravemente Messina, causando decine di migliaia di morti, non risparmiò nemmeno Saponara: ci furono 6 morti e molti edifici furono gravemente lesionati tra i quali la chiesa madre di San Nicola e il campanile, il palazzo degli Alliata, le chiese di Gesù e Maria a Saponara, quella di San Sebastiano a Cavaliere, la chiesa dell'Immacolata, il convento e la chiesa di San Pietro. Al terremoto seguì il restauro della chiesa madre, solennemente riaperta il 2 ottobre 1932.

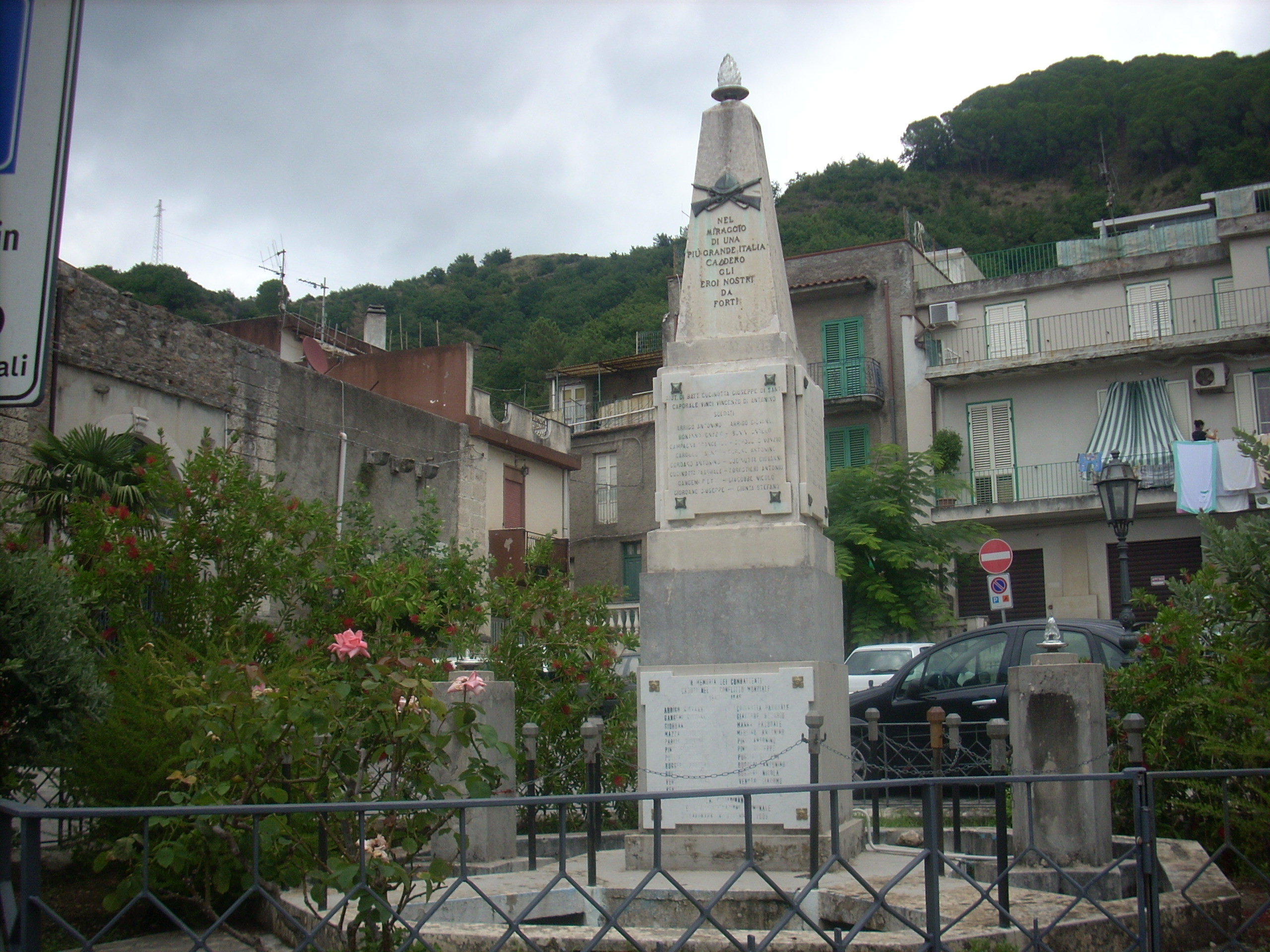
Monumento ai caduti di Saponara ubicato in Piazza Umberto I

Il monumento situato nella piazza Umberto I ricorda i caduti della prima guerra mondiale i quali furono la maggior parte giovani. Il 2 giugno del 1929 Saponara, che dal 1863 aveva mutato denominazione in Saponara Villafranca, costituì insieme a Bauso, Calvaruso e le frazioni Divieto e Serro del comune di Messina, il nuovo comune di Villafranca Tirrena. Ciò destò del malcontento tra la popolazione saponarese che desiderava l'autonomia (di cui godeva dal 1824), visto che il paese era in via di forte sviluppo economico e aveva i propri interessi. Dopo varie vicende politiche e proteste, l'Assemblea regionale siciliana, con legge n. 53 del 26 novembre 1952, ricostituì l'autonomia comunale nei vecchi confini e sotto il nome di Saponara.

### L'alluvione del 22 novembre 2011
Nel corso della storia del paese si sono succeduti diversi episodi franosi ed alluvioni. L'ultimo episodio risale al 22 novembre 2011, quando caddero sul centro abitato e in generale sul messinese, colpendo anche Barcellona Pozzo di Gotto, 60-100 mm di pioggia all'ora, e valori cumulati totali intorno ai 150 mm, in base a quanto sostenuto dalla rete osservativa AM e dalla rete pluviometrica della Protezione Civile. In questa occasione persero la vita tre persone nella frazione di Scarcelli: un padre e un figlio, e un bambino di 10 anni che abitavano nella stessa abitazione ma su piani diversi. Il 1º dicembre si svolsero i funerali delle 3 vittime nella chiesa di San Domenico a Saponara Marittima, presieduti dall'arcivescovo di Messina Calogero La Piana.

### Simboli
Lo stemma e il gonfalone sono stati concessi con DPR.n. 1362 del 1º giugno 1976.
Il gonfalone è un drappo di bianco caricato dell'arma sopra descritta e riccamente ornato di fregi d'argento.

## Monumenti e luoghi d'interesse

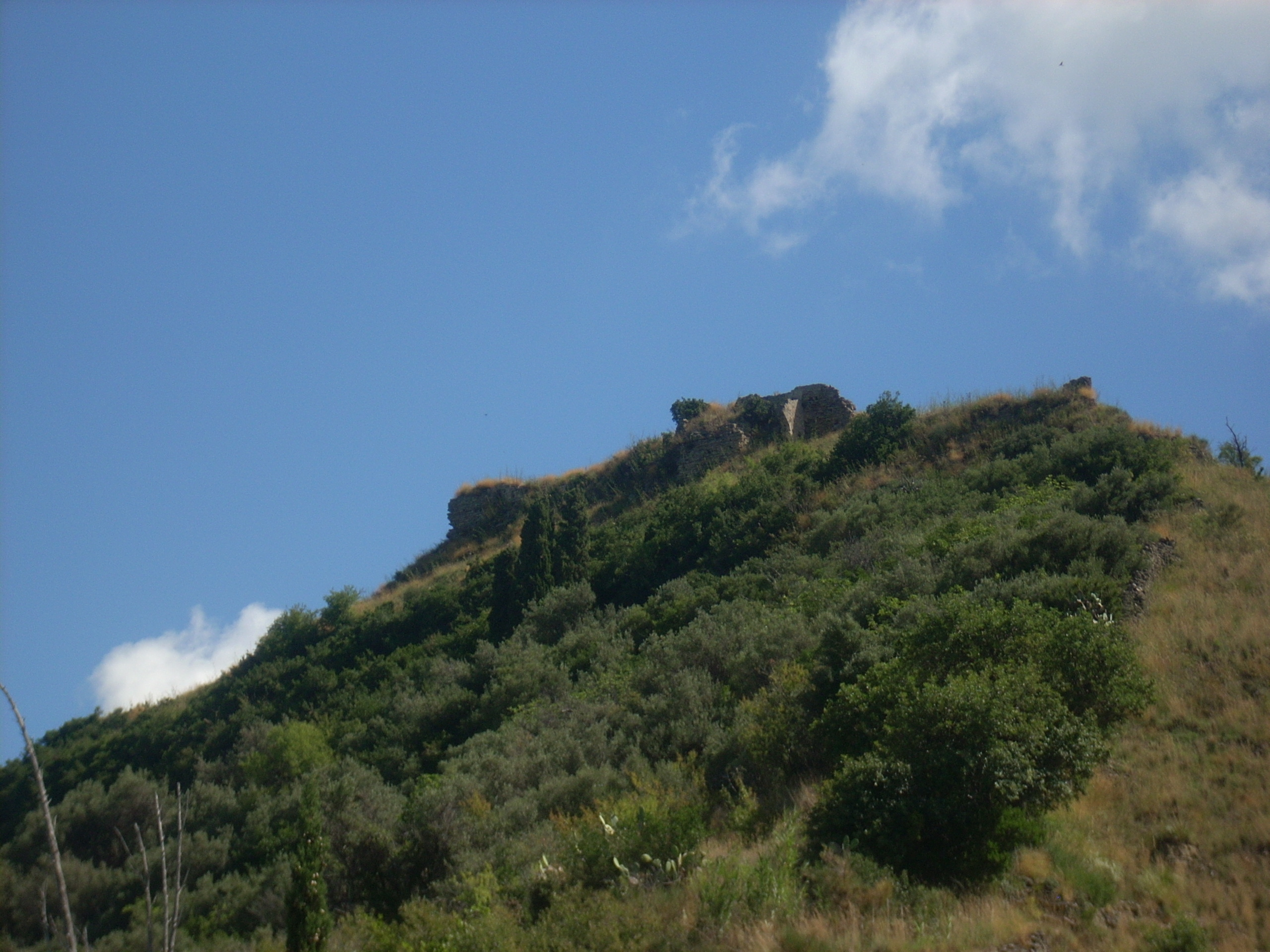
Castello di Saponara

"Bottesco" è un'antica fontana con apposite vasche dove ancora oggi si recano le donne a lavare i panni grazie alla fresca e limpida acqua che sgorga dalla fonte recentemente ristrutturata.

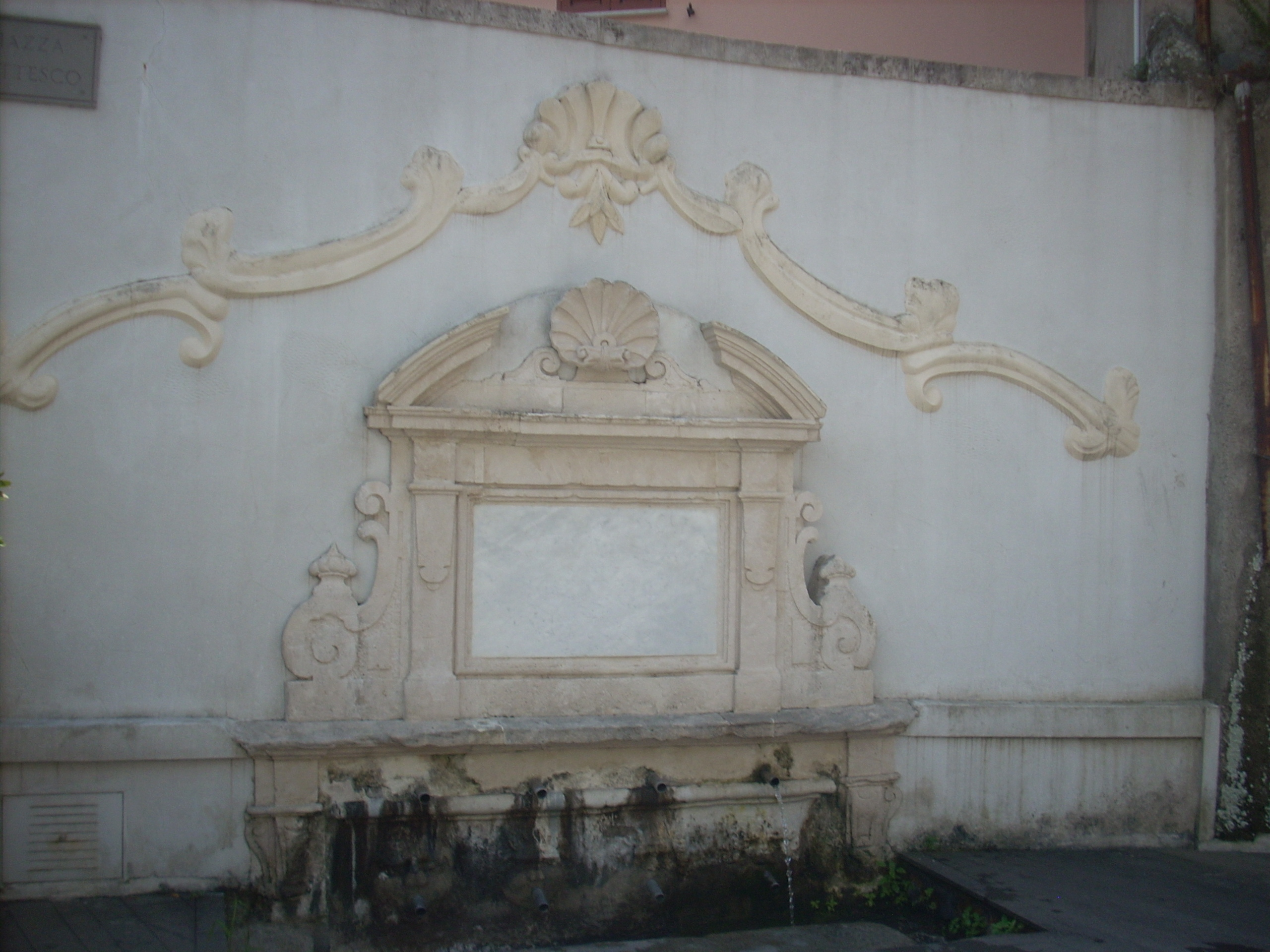
Fonte del Bottesco

"Castello" è un rudere di una struttura difensiva che sorge lungo la collina che sovrasta il centro abitato. Questa struttura è stata messa chiaramente in una posizione strategica dove si poteva facilmente vedere dall'alto l'avanzata degli invasori; inoltre la collina è particolarmente ripida e scoscesa e questo metteva in difficoltà coloro che osavano avanzare verso tale struttura. Il castello, oggi particolarmente danneggiato, possiede delle mura di cinta fatte di pietrame e laterizi. Vi sono particolari strutture ancora oggi visibili come un muro di contrafforte e un baluardo quadrangolare, e una torre sull'angolo destro rispetto alla porta a pianta quadrangolare ma che all'esterno sembra poligonale. Il vano all'interno è pressappoco quadrato e rivestito di grossi mattoni e intonaco.

### Chiesa madre di San Nicola
La chiesa madre di San Nicola in Saponara è sicuramente il monumento più importante del comune dal punto di vista artistico e storico. Essa si affaccia su Piazza Matrice. La facciata è a due ordini con tre porte in corrispondenza delle tre navate e sopra il portone principale una vetrata che rappresenta San Nicola. Il campanile di gusto rinascimentale presenta caratteristiche medievali come i merli sulla sua sommità. Sul lato sinistro della chiesa troviamo il corpo della sacrestia.

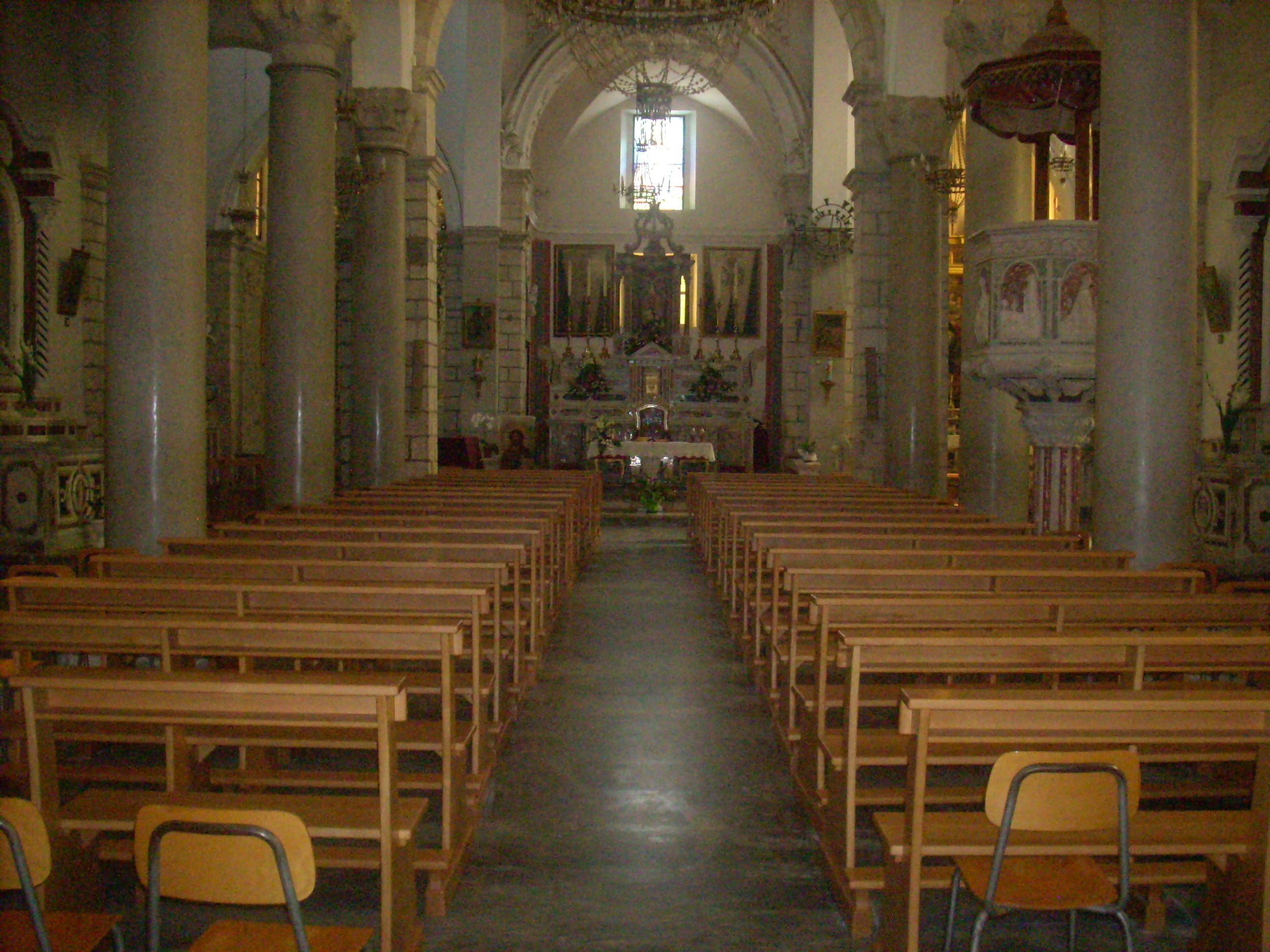
Interno della chiesa madre

La chiesa ha una pianta a croce latina suddivisa in tre navate, divise da colonne con capitelli di ordine composito. Le colonne sorreggono gli archi a pieno sesto che si affacciano sulla navata centrale, terminante con un arco policentrico dei primi del '500. Il soffitto della navata centrale è a travi di legno scoperte sorrette da mensoloni, a differenza del soffitto delle navate laterali che è piano. Al corpo delle navate troviamo il transetto sopraelevato rispetto alle navate con un soffitto sempre a travi di legno scoperte sorrette da mensoloni ornati da croci. Dal transetto si accede alle tre cappelle absidali di pianta quadrata, costituite da archi a sesto ampio che formano volte a crociera, con costoloni particolarmente accentuati, in corrispondenza delle tre navate. Nella cappella centrale troviamo l'altare maggiore in marmo datato 1809. Alla sua sinistra troviamo la cappella di San Nicola con una magnifica tela di Giuseppe Crestadoro rappresentante San Nicola e la Trinità sulla parete frontale, mentre su quella laterale destra troviamo un affresco di ignoto pittore messinese raffigurante il Miracolo di san Nicola dove vediamo il Santo Vescovo resuscitare due asinelli, uno bianco e uno nero, ai quali era stata tagliata la testa: si racconta che San Nicola nel resuscitare gli asinelli abbia riattaccato la testa bianca all'asinello nero e quella nera all'asinello bianco, per sottolineare la parte giocosa e divertente del Santo. Sulla parete laterale sinistra invece troviamo un'altra opera del Crestadoro rappresentante Il Sacro Cuore di Gesù. Alla destra della cappella centrale troviamo la cappella della Madonna del Rosario, con una tela sulla parete frontale del 1777 di ignoto pittore messinese che rappresenta la Madonna con Gesù Bambino che tengono in mano il Rosario, sant'Anna, san Domenico, santa Caterina da Siena, un papa siciliano e le due sante siciliane Agata e Lucia. Sulla parete laterale sinistra troviamo un affresco sempre di pittore ignoto che rappresenta La resentazione al tempio della Vergine. Gli affreschi della cappella centrale a opera del Crestadoro, che si trovano dietro l'altare maggiore,  rappresentano scene dell'Antico Testamento inscritte in un perimetro floreale con putti, che rappresentano Il sacrifico di Isacco e Agar e Ismaele nel deserto.

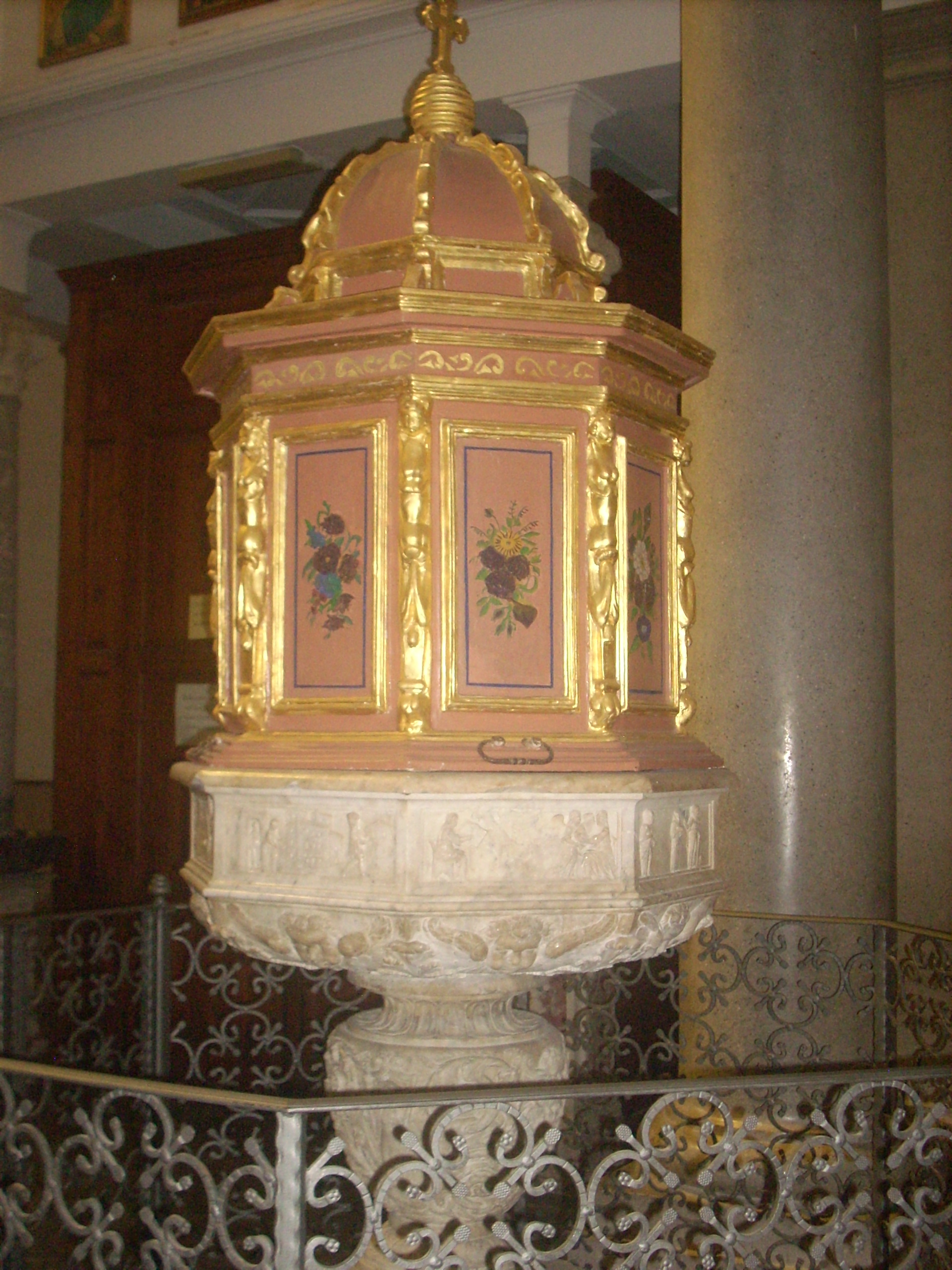
Battistero

All'entrata balza subito all'occhio il battistero in marmo bianco sulla navata sinistra, sistemato su una base a gradini e coperto da un cupolino di gusto settecentesco. A forma di calice, alla base robusta presenta cherubini, figure allegoriche, festoni e girali di foglie e fiori di gusto rinascimentale, mentre sul bordo della vasca a forma ottagonale, troviamo su ciascun lato scene della vita di San Nicola. Un lavoro ben più moderno sulla navata destra è il pulpito datato 1950. La chiesa possiede anche monumenti funebri come quello sulla navata sinistra di Antonio Filiberto Pagano e Marquett, dedicatogli dalla nipote nonché principessa di Saponara Vittoria Alliata. Un altro monumento funebre datato 1730 nel transetto dal lato sinistro è la tomba di Vincenzo Di Giovanni, duca di Saponara. Sempre nel transetto dal lato destro troviamo le tombe di Domenico, Vittoria e Giuseppe Alliata, tomba preparata dai genitori per il figlio premorto Giuseppe. È facilmente riconoscibile lo stemma degli Alliata come per la tomba del Di Giovanni che possiede lo stemma del duca.

## Società

### Evoluzione demografica
Abitanti censiti

### Tradizioni e folclore

#### Feste religiose
Tutto il comune di Saponara è ricco di feste religiose e tradizioni, ma quelle di maggior importanza sono in onore di San Nicola e dell'Immacolata Concezione della Beata Vergine Maria. 

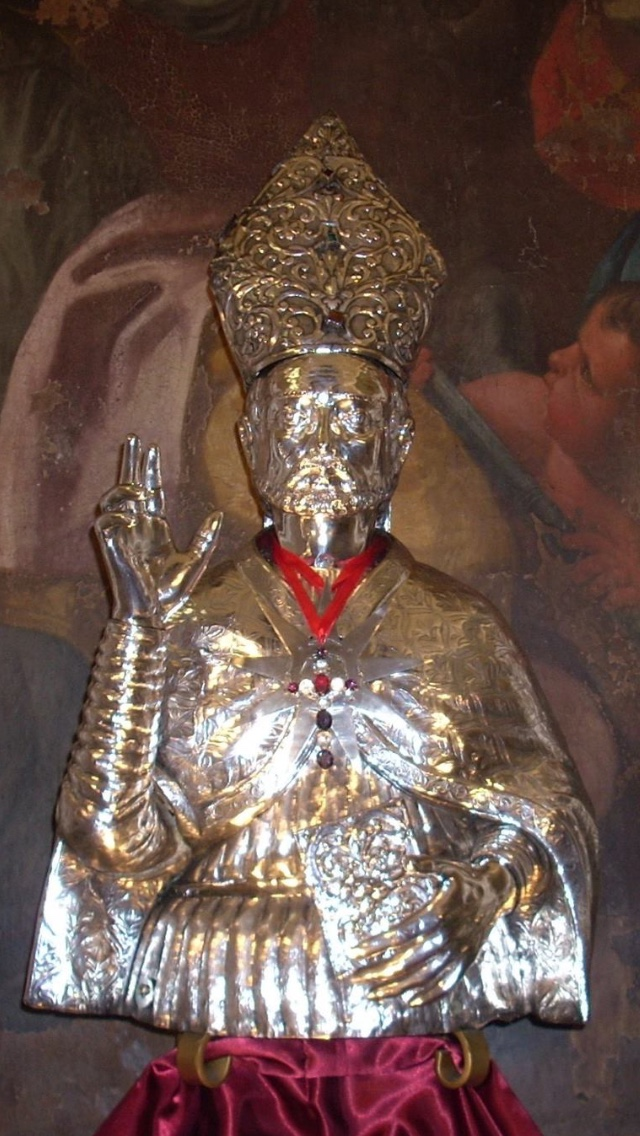
Busto di San Nicola portato in processione il 6 dicembre

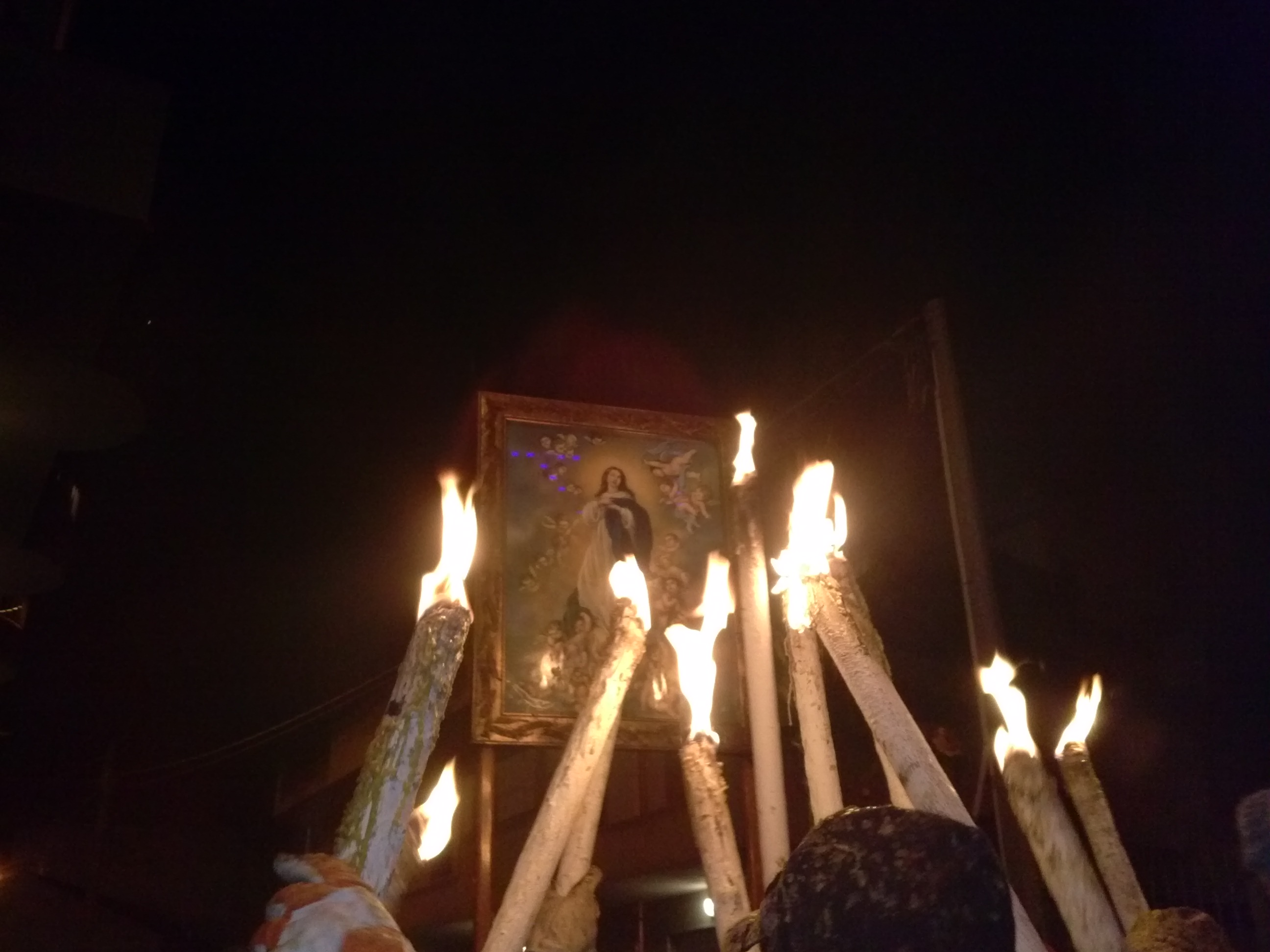
Processione Quadrittu

Il 6 dicembre, dopo i colpi di mortaio mattutini, seguono le funzioni religiose e nella tarda serata, dopo la Santa Messa, viene portato in solenne processione il busto argenteo di San Nicola seguito dalle autorità civili e militari e dalla banda. Esso risale al XVII secolo, realizzato da un ignoto argentiere messinese, e rappresenta il Vescovo di Myra nell'atto di benedire, mentre nell'altra mano tiene il Vangelo. Egli indossa una mitria vescovile, un mantello a tema floreale, e una tunica con una cinta. A partire dal 2017, la vara di San Nicola viene di nuovo portata a spalla dopo oltre 40 anni. Nei secoli precedenti la devozione verso San Nicola da parte dei Saponaresi era decisamente più forte rispetto ai tempi odierni e ciò ha contribuito a rendere la festa oggigiorno poco sentita dalla popolazione e scarsamente partecipata pur trattandosi del Santo Patrono. Il 7 dicembre, alle 21:00 viene portato in processione il quadro dell'Immacolata, in siciliano U Quadrittu raffigurante l'Immacolata Concezione. Questa festa risale ad un avvenimento riguardante il ceto sociale dei carbonai, a quel tempo molto diffusi nel centro abitato. I carbonai che erano anche la forza lavoro del paese, per molti mesi e durante le festività patronali erano costretti a lavorare in montagna, quindi erano estromessi dalla vita sociale del paese e non potevano assistere a queste feste. Durante la prima metà del 1600, quando a Saponara governavano i Moncada, si erano conclusi i festeggiamenti in onore di San Nicola e ci si stava preparando per la festa dell'8 dicembre. I carbonai stufi di non poter partecipare, la sera del 7 dicembre scesero dai monti illuminando la via con delle torce, entrarono nella Chiesa dell'Immacolata e portarono in processione il quadro della Vergine illuminandolo con le torce. Per il fragore creato, gli abitanti del paese si svegliarono e assistettero alla processione notturna per le vie del Paese. Oggi quel quadro è esposto nella Chiesa dell'Immacolata e in processione se ne porta un altro. Per tradizione la sera del Quadretto i saponaresi sono soliti mangiare con le proprie famiglie lo stoccafisso riccamente condito, che in siciliano prende il nome di pisci stoccu a ghiotta. L'8 dicembre si tiene la festa dell'Immacolata, che delle tre feste è sicuramente la più partecipata e la più sentita, alla quale inoltre accorrono numerosi devoti anche dai paesi limitrofi. Viene portato in processione il simulacro ligneo policromo rappresentante la Vergine e per l'occasione la statua viene adornata con gioielli che di anno in anno i fedeli donano alla Vergine in omaggio, e la vara portata a spalla, viene adornata con un sontuoso baldacchino. La processione ha un andamento molto lento ed è seguita dalle autorità civili e militari e dalla banda.

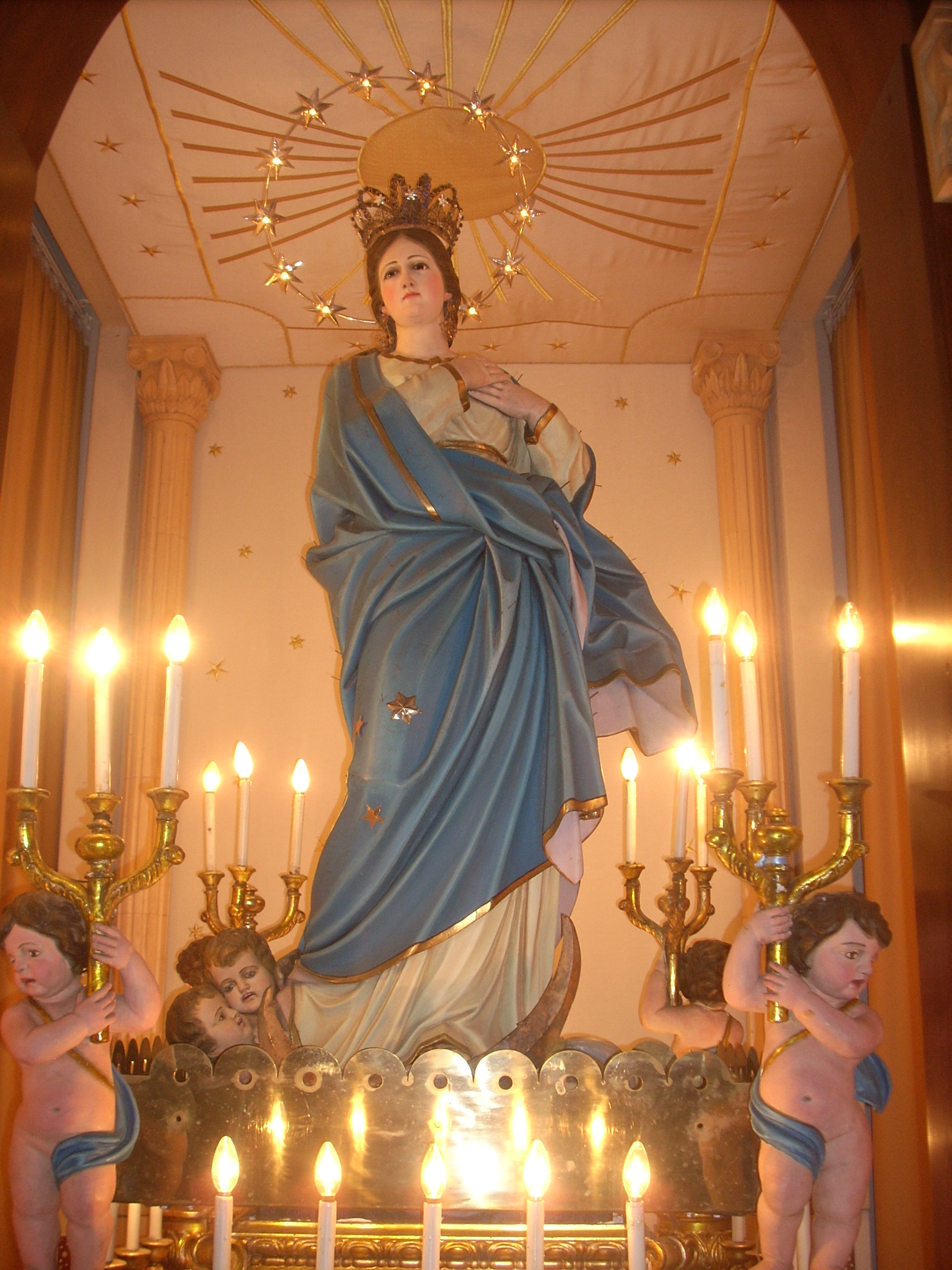
Statua dell'Immacolata che si porta in processione l'8 dicembre.

### Il Carnevale

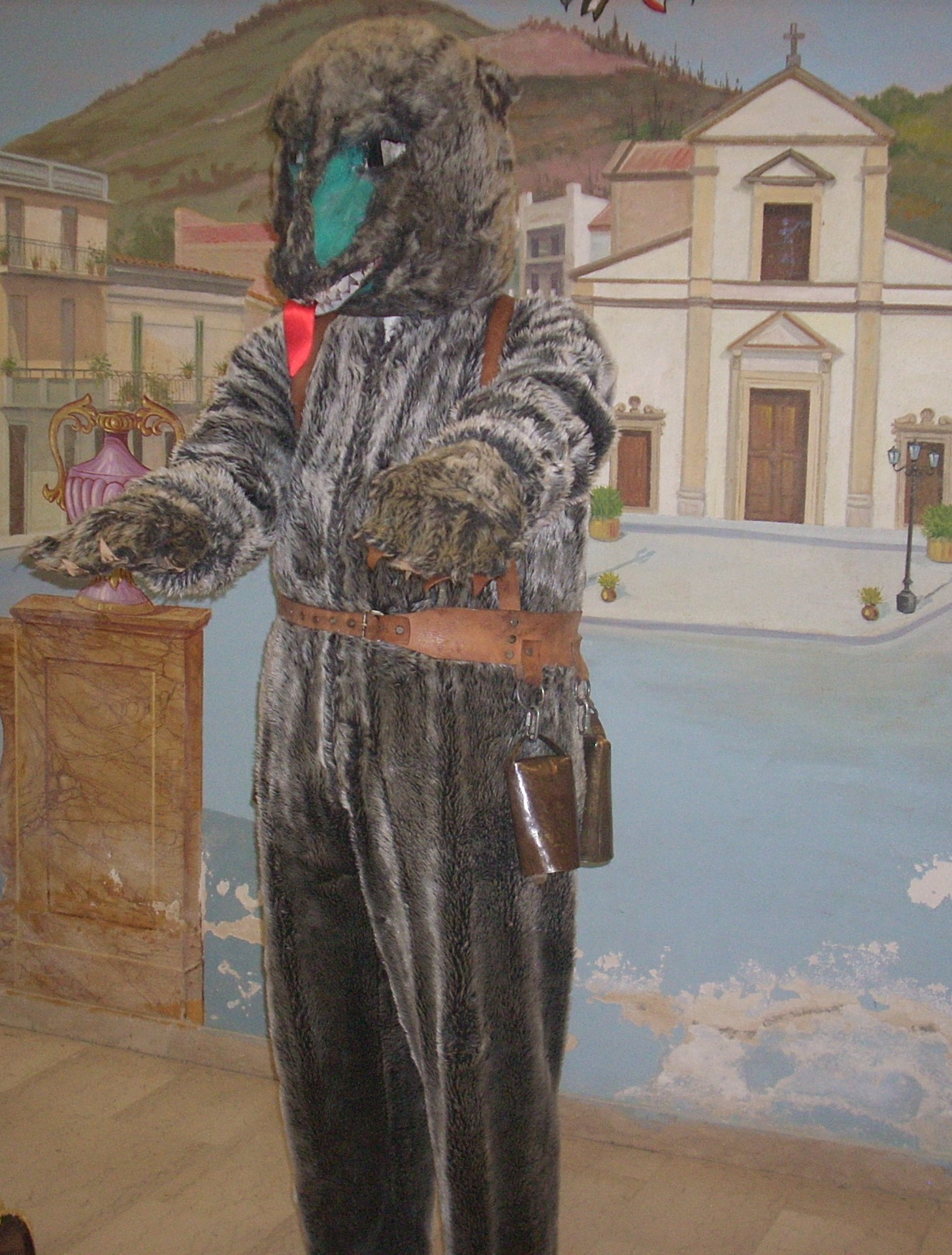
Maschera dell'Orso che ha sfilato durante il martedì di Carnevale sino al 2017

Il Carnevale di Saponara, per le sue origini assai remote, viene considerato uno dei Carnevali Storici di Sicilia a causa della presenza di una rappresentazione mimica di cadenza annuale (ogni martedì di Carnevale) della tradizionale Sfilata dell'Orso e della Corte Principesca. Tale rappresentazione affonderebbe le sue radici in un fatto realmente accaduto durante il periodo di governo degli Alliata, quando a governare era il Principe Domenico Alliata Di Giovanni che governava Saponara e le terre del suo comprensorio, terre adibite al pascolo e al raccolto e improvvisamente minacciate
da un orso che iniziò a divorare il bestiame e a distruggere i raccolti. Il Principe prontamente fece catturare l'orso e lo fece condurre in catene alla presenza della propria famiglia, della Corte e dell'intera popolazione per le vie del paese, con lo scopo di rassicurare la popolazione, composta prevalentemente da contadini che così potevano liberamente tornare ai loro lavori nei campi. Dietro questo singolare evento, si sarebbe celato un intrinseco monito per i facinorosi e in generale coloro che osavano mettere in discussione il potere del Principe; egli però era un uomo di indole buona e generosa infatti non fece uccidere l'orso che continuò a sfilare per le vie del paese sino alla sua morte anche se dietro a questa decisione si nascondeva un comune desiderio di divertimento, un'occasione per creare un diversivo, visto che i momenti di svago erano riservati alle feste religiose e alle fiere paesane, senza dimenticare che la presenza di un orso era un evento eccezionale in terre dove la loro presenza era pressoché assente. Morto l'orso, la popolazione non aveva alcuna intenzione di rinunciare a un evento al quale ormai si era affezionata, così un cittadino cominciò a sfilare indossando la pelle dell'orso morto e facendone le veci e in modo analogo, a partire dall'Ottocento quando con la Costituzione Borbonica furono aboliti i privilegi feudali appartenenti alla nobiltà locale, si trovarono uomini che impersonassero il Principe e la Corte e tale tradizione giunse fino ai giorni nostri, fatta eccezione per un breve periodo (tra il 1963 e il 1968) in cui fu abbandonata. Terminato questo la sfilata fu ripristinata e da allora viene rievocato quell'antico evento ogni martedì di Carnevale a partire dal primo pomeriggio con la fervente partecipazione della popolazione e di gente proveniente dai paesi limitrofi. Nel corso del tempo sono state aggiunti alla sfilata originaria la banda musicale, il gruppo folkloristico che ballando e cantando non solo rispecchia la classe contadina, allora minacciata dall'orso, ma in generale le tradizioni messinesi e i suonatori di brogna, conchiglie marine, che accompagnano l'arrivo dell'orso. Un'altra categoria di personaggi che ha subito un'evoluzione nel corso del tempo, è stata la pacchiana, un personaggio femminile sino agli anni cinquanta interpretato da uomini. Ancora oggi, seppur in numero esiguo, esistono le pacchiane, interpretate però da donne e con un'accezione ormai prettamente carnevalesca, che puliscono le strade dai coriandoli con le loro scope di saggina al passaggio dell'Orso. Il loro vestito è composto da camicetta chiara e pettorina colorata; gonna a strisce verticali di colore vario e fazzoletto in testa. L'Orso viene impersonato da un anonimo cittadino di Saponara e questa maschera nel corso del tempo ha subito diverse modifiche: dall'originaria pelle d'orso si passò ad un costume costituito da pelli di capra e vecchi campanacci che conferivano all'animale un aspetto selvaggio, mentre dagli anni settanta, il figurante indossa pelle d'orso autentica, confezionata per creare una tuta costituita da pantaloni, una mostruosa testa, guantoni con artigli e cinturone di cuoio che risulta poco credibile per la figura dell'orso al quale tramite tale cinturone si attaccano dei campanacci e i terminali delle catene trattenuti ai capi opposti dalle guardie in costume da contadini siciliani, una volta che esso viene catturato. L'Orso, oggigiorno, risulta abbastanza libero nei momenti e ciò gli consente di gettarsi improvvisamente sulla folla per compiere ogni genere di bricconeria mirata a suscitare ilarità tra il pubblico presente. Il Principe indossa un abito da foggia militare da Ufficiale, adornato con la corona, la spada e le medaglie mentre la Principessa Vittoria Di Giovanni, interpretata solitamente da una giovane fanciulla affascinante, indossa un abito più sfarzoso rispetto a quello delle altre dame della corte, adornato dalla corona e da altri gioielli. La figura della Principessa cadde in disuso alla fine degli anni novanta e venne ripresa soltanto nel 2018, in occasione dei cinquant'anni della Rievocazione Storica della Sfilata, soltanto che la Principessa rappresentata non era Vittoria Di Giovanni, bensì Felice Colonna, moglie di Giuseppe Alliata, figlio del Principe Domenico, che in occasione del cinquantennale comparve come nuovo personaggio; in occasione del cinquantennale anche l'Orso cambiò completamente aspetto, divenendo una maschera ancora più realistica di colore marrone scuro. La Corte Principesca infine, che rappresenta la piccola nobiltà terriera del Settecento in Sicilia, indossa abiti che non rispecchiano la moda del periodo, di gran lunga più sfarzosa quasi all'insegna dell'eccesso, ma abiti di una sobria eleganza tipici della seconda metà dell'Ottocento e del primo Novecento che conferiscono all'intera manifestazione un tocco di eleganza e signorilità in più. 

## Geografia antropica

### Frazioni
Del territorio comunale fanno parte le frazioni: "Cavaliere", "Scarcelli", "San Pietro" e, a valle, sulla costa: "Saponara Marittima".
I santi patroni delle frazioni sopracitate sono:
- Scarcelli: sant'Antonio di Padova

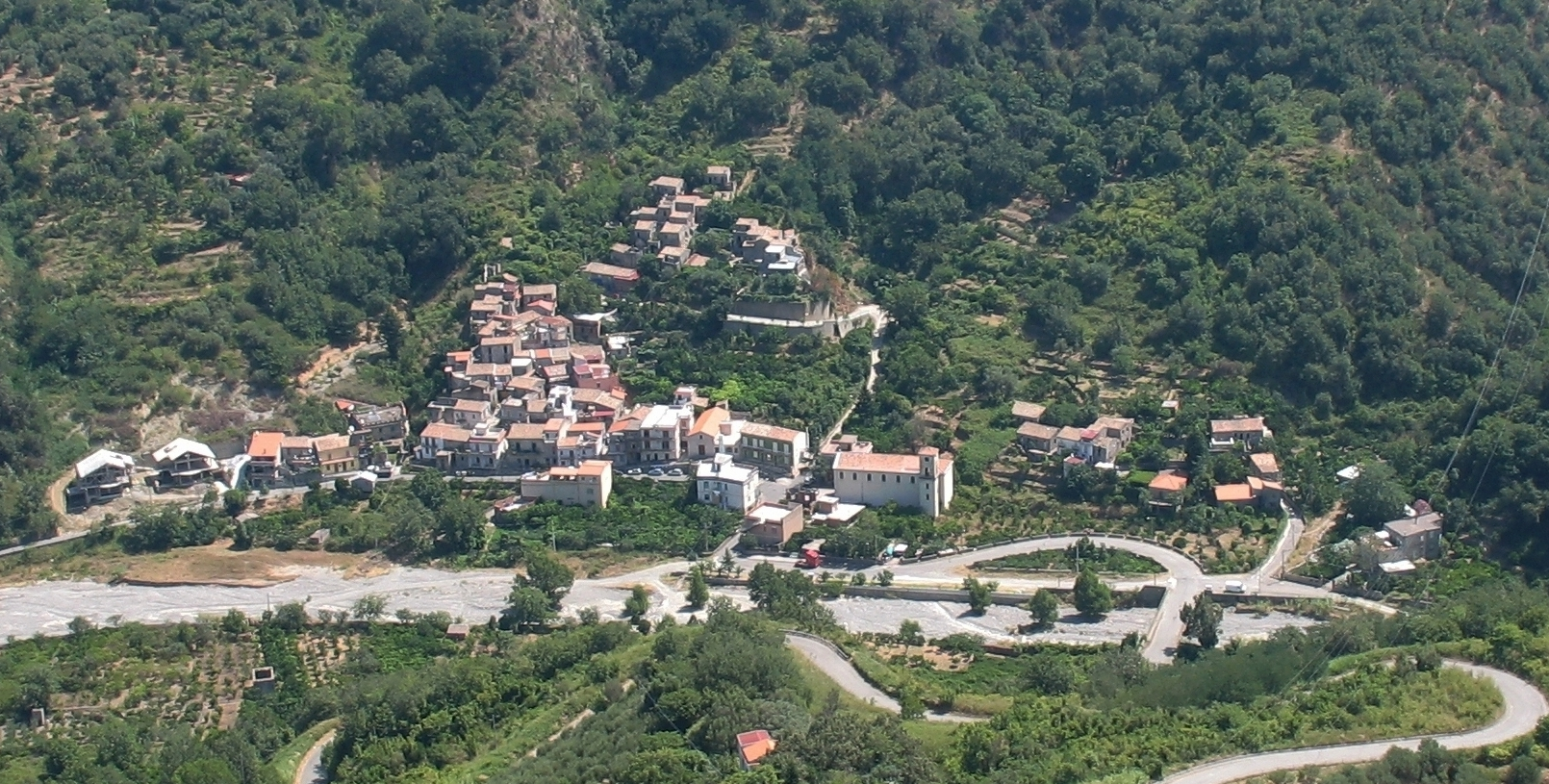
La frazione di San Pietro vista dall'alto.

- San Pietro: san Pietro apostolo. La frazione di San Pietro si trova a 8 km da Saponara Marittima e a 3 km da Saponara centro. Vi si trovano 2 chiese: una di recente costruzione, l'altra fatta costruire nel XIX dalla duchessa Vittoria Di Giovanni Alliata che è stata recentemente ristrutturata. Oltre queste due chiese non sono presenti altri monumenti e luoghi di interesse. La popolazione si aggira intorno alle 70-90 persone. Il paese è stato colpito in modo pesante dall'alluvione del 2011 che pur non provocando morti ha causato parecchi danni. Il paese è stato colpito anche da un'altra rovinosa alluvione nel 1855 che provocò numerosi morti e che fece allargare il torrente, il quale scorre accanto al paese,  che fino a quel momento era stato considerato un semplice ruscello. Non vi sono attività economiche e il turismo è irrilevante anche se ogni anno la prima domenica di Luglio si svolge la festa del santo patrono che attira numerose persone dai comuni limitrofi. Il paese si trova sulla strada sp53ter che collega Saponara con Rometta.

- Cavaliere: San Sebastiano
- Saponara Marittima: san Domenico di Guzmán

#### Scarcelli
La frazione di Scarcelli dista 1,30 chilometri dal comune di Saponara e sorge a 115 m s.l.m.. 
Nella frazione di Scarcelli risiedono 868 abitanti, dei quali 416 maschi e i restanti 452 femmine. È la più popolosa delle frazioni di Saponara.
Il 22 novembre 2011 una frana, provocata da un'alluvione, ha provocato tre morti. Delle frane avevano colpito il paese in precedenza, nel 1972 e nel 2009, senza produrre altrettanti danni. Nel giugno 2017 la zona è stata colpita da un vasto incendio.

##### Monumenti e luoghi d'interesse
- Chiesa di Sant'Antonio di Padova, rudere[15][16]
- Chiesa di S. Antonio, in via Roma[13][17]

## Amministrazione
| Periodo          | Periodo          | Primo cittadino   | Partito                    | Carica  | Note   |
| ---------------- | ---------------- | ----------------- | -------------------------- | ------- | ------ |
| 24 giugno 1988   | 14 giugno 1992   | Leone Saija       | -                          | Sindaco | [ 18 ] |
| 14 giugno 1992   | 7 giugno 1993    | Nicolino Ruggeri  | Partito Comunista Italiano | Sindaco | [ 18 ] |
| 7 giugno 1993    | 1º dicembre 1997 | Aldo Panarello    | Democrazia Cristiana       | Sindaco | [ 18 ] |
| 1º dicembre 1997 | 28 maggio 2002   | Aldo Panarello    | lista civica               | Sindaco | [ 18 ] |
| 28 maggio 2002   | 15 maggio 2007   | Salvatore Curreri | lista civica               | Sindaco | [ 18 ] |
| 15 maggio 2007   | 8 maggio 2012    | Nicola Venuto     | lista civica               | Sindaco | [ 18 ] |
| 8 maggio 2012    | 12 giugno 2017   | Nicola Venuto     | lista civica               | Sindaco | [ 18 ] |
| 12 giugno 2017   | 13 giugno 2022   | Fabio Vinci       | lista civica               | Sindaco | [ 18 ] |
| 13 giugno 2022   | in carica        | Giuseppe Merlino  | lista civica               | Sindaco | [ 18 ] |

### Altre informazioni amministrative
Il comune di Saponara fa parte delle seguenti organizzazioni sovracomunali: regione agraria n.5 (Montagna litoranea di Messina).

## Sport
L'A.S.D. Calcio Saponarese milita nel campionato di Seconda Categoria siciliana, i colori sociali sono l'azzurro e il bianco.